# ダヴィド・ブラス・ジ・オリヴェイラ・フィーリョ
ダヴィド・ブラス・ジ・オリヴェイラ・フィーリョ（David Braz de Oliveira Filho、1987年5月21日 - ）は、ブラジル・サンパウロ州グアルーリョス出身のサッカー選手。カンピオナート・ブラジレイロ・セリエB・ゴイアスEC所属。ポジションはディフェンダー（DF）。「ダヴィジ・ブラス」と表記されることもある。